# Волковысский повет
Волковысский повет (пол. powiat wołkowyski) — административная единица в составе Новогрудского воеводства Великого княжества Литовского (затем — Речи Посполитой). Центр повета — Волковыск.
В состав повета входили Волковысское городское, Волпенское, Жиличское и Яловское староства, а также частные владения. Среди крупных городов повета был один лишь Волковыск, но уже в конце XVI века в повете насчитывалось 13 местечек — 3 государственных и 10 частных, в том числе довольно крупные: Зельва, Порозово, Россь. 5 из них впоследствии получили магдебургское право. Повет посылал двух депутатов (послов) на вальный сейм Речи Посполитой. В Волковыске собирались поветовые и воеводские соймики — местные сословно-представительные органы. В середине XVII века в повете было 10 118 крестьянских хозяйств, а население составляло 80 944 человека. В 1666—1668 годах при костёле в Свислочи действовала первая в повете школа. В 1751 году была открыта миссионерская школа в Лыскове, а в 1782 году Образовательная комиссия открыла школу в Волковыске.
В 1793 году повет стал подчиняться Гродненскому воеводству. Повет был ликвидирован в 1795 году после присоединения его территории к Российской империи в ходе третьего раздела Речи Посполитой.